# Promozione Puglia 1955-1956
La Promozione fu il massimo campionato regionale di calcio disputato in Puglia nella stagione 1955-1956.
A ciascun girone, che garantiva al suo vincitore la promozione in IV Serie a condizione di soddisfare le condizioni economiche richieste dai regolamenti, partecipavano sedici squadre, ed era prevista la retrocessione delle quattro peggio piazzate, anche se erano possibili aggiustamenti automatici per ripartire fra le appropriate sedi locali le squadre discendenti dalla IV Serie.

## Classifica finale
|  | Pos. | Squadra         | Pt | G  | V  | N  | P  | GF | GS  | DR  |
|  | ---- | --------------- | -- | -- | -- | -- | -- | -- | --- | --- |
|  | 1.   | Incedit         | 48 | 32 | 22 | 4  | 6  | 91 | 27  | +64 |
|  | 2.   | Bisceglie       | 48 | 32 | 22 | 4  | 6  | 64 | 39  | +25 |
|  | 3.   | Torremaggiore   | 45 | 32 | 19 | 7  | 6  | 73 | 22  | +51 |
|  | 4.   | Audace Monopoli | 41 | 32 | 17 | 7  | 8  | 58 | 38  | +20 |
|  | 5.   | Manfredonia     | 38 | 32 | 15 | 8  | 9  | 52 | 27  | +25 |
|  | 5.   | Pro Gioia       | 38 | 32 | 13 | 12 | 7  | 42 | 37  | +5  |
|  | 5.   | Altamura        | 38 | 32 | 15 | 8  | 9  | 67 | 39  | +28 |
|  | 8.   | Liberty         | 37 | 32 | 15 | 7  | 10 | 54 | 43  | +11 |
|  | 9.   | San Severo      | 36 | 32 | 14 | 8  | 10 | 44 | 29  | +15 |
|  | 10.  | Martina         | 31 | 32 | 14 | 3  | 15 | 38 | 43  | -5  |
|  | 10.  | Acquaviva       | 31 | 32 | 8  | 15 | 9  | 31 | 41  | -10 |
|  | 12.  | Palo            | 25 | 32 | 8  | 9  | 15 | 29 | 36  | -7  |
|  | 12.  | Mola            | 25 | 32 | 9  | 7  | 16 | 37 | 56  | -19 |
|  | 14.  | Casarano        | 21 | 32 | 6  | 9  | 17 | 24 | 41  | -17 |
|  | 15.  | Mesagne         | 19 | 32 | 6  | 7  | 19 | 19 | 63  | -44 |
|  | 16.  | Brindisi        | 15 | 32 | 5  | 5  | 22 | 23 | 80  | -57 |
|  | 17.  | Ostuni          | 6  | 32 | 2  | 2  | 28 | 16 | 107 | -91 |

Legenda:
      Promosso in IV Serie 1956-1957.
      Retrocesso in Prima Divisione Puglia 1956-1957.
Note:
Due punti a vittoria, uno a pareggio, zero a sconfitta.
L'Incedit è stata promossa dopo aver vinto lo spareggio con l'ex aequo Bisceglie.
Il Casarano è poi stato riammesso in Promozione per motivi ignoti.